# Серро-дель-Асуфре
Серро-дель-Азуфре (ісп. Cerro del Azufre) — вулкан, розташований в регіоні Антофагаста, Чилі.
Серро-дель-Азуфре — стратовулкан, висотою 5846 м. Розміщений на  Центральноандійському нагір'ї за 20 км на захід від  болівійського кордону.
Вулкан є одним з наймолодших вулканів, який височить у північному вулканічному комплексі Чилі. Складається з двох вершин. Виник в голоцені. Складений андезитами. Передгір'я вулкана і  вулканічні куполи, які розміщуються на плато біля вулкана, складені дацитами і виникли 1,5 млн років тому. Застиглі потоки лави проглядаються за 7 км на північ від вулкана. Вулканічна діяльність не зафіксована.

## Ресурси Інтернету
- Volcano Live — John Search
- Mountain-forecast.com